# Церковь Святого Павла (Базель)
Церковь Святого Павла (нем. Pauluskirche) — реформатская церковь неороманского стиля в швейцарском городе Базеле, построенная в XX веке. Расположена на левом берегу Рейна. Памятник федерального значения.
Строительство по проекту архитекторов Роберта Курйеля и Карла Мозера велось с 1898 по 1901 годы. Рельеф фасада над центральным входом выполнен скульптором Карлом Буркхардтом, мозаика стен художником Генрихом Альтхерром. Главный фасад украшает витраж в форме розы. Сооружение венчает богато орнаментированная башня с часами и статуями гаргулий. Над входом в церковь установлены фигуры архангела Михаила, мечом поражающего дракона. На органе 1987 года постройки надпись: «Всякое дыхание да хвалит Господа».